# Línia Barcelona-Ripoll
La línia Barcelona-Ripoll és una línia de ferrocarril catalana propietat de l'Administrador d'Infraestructures Ferroviàries (ADIF) que connecta Barcelona amb Ripoll travessant Catalunya a través del Barcelonès, Vallès Oriental, Osona i el Ripollès. La línia comença a Montcada i Reixac on enllaça amb la línia de Manresa i acabava passada l'estació de Ripoll on hi havia una bifurcació cap a Sant Joan de les Abadesses i la connexió amb el Ferrocarril Transpirinenc.
La línia és d'ample ibèric i de via única en tot el trajecte entre l'Estació de Montcada Bifurcació i Ripoll. Els serveis que transcorren per la línia són de rodalia i regionals cadenciats tot i que actualment es consideren tots els trajectes que hi circulen en aquesta línia com a serveis de rodalia sota la denominació de Rodalies de Catalunya.
També va ser coneguda originàriament com a línia Sant Martí de Provençals - Sant Joan de les Abadesses perquè antigament finalitzava a Sant Joan. El tram de la línia de Sant Martí de Provençals a Llerona només es va construir entre Les Franqueses del Vallès i l'enllaç a Montcada i Reixac amb la línia de Manresa en comptes de construir l'estació terminal a Sant Martí, ja que totes dues línies havien passat a ser propietat de la companyia Nord i aquesta ja finalitzava els seus trajectes a l'Estació del Nord.

## Característiques generals

### Serveis ferroviaris
Actualment circulen per aquesta línia serveis de rodalia de Rodalies de Catalunya, en concret la línia R3 que connecta l'Hospitalet de Llobregat amb Vic amb serveis de rodalia i Puigcerdà o la Tor de Querol amb serveis de regionals cadenciats, sota la mateixa denominació R3.
| Servei                                                                                     | Terminal servei           | Inici línia         | Fi línia | Terminal servei  |
| ------------------------------------------------------------------------------------------ | ------------------------- | ------------------- | -------- | ---------------- |
|                                                                                            | l'Hospitalet de Llobregat | Montcada Bifurcació | Ripoll   | la Tor de Querol |
| Es marca l'inici i principi de la línia i la terminal del servei, fora o dins de la línia. |                           |                     |          |                  |

## Història

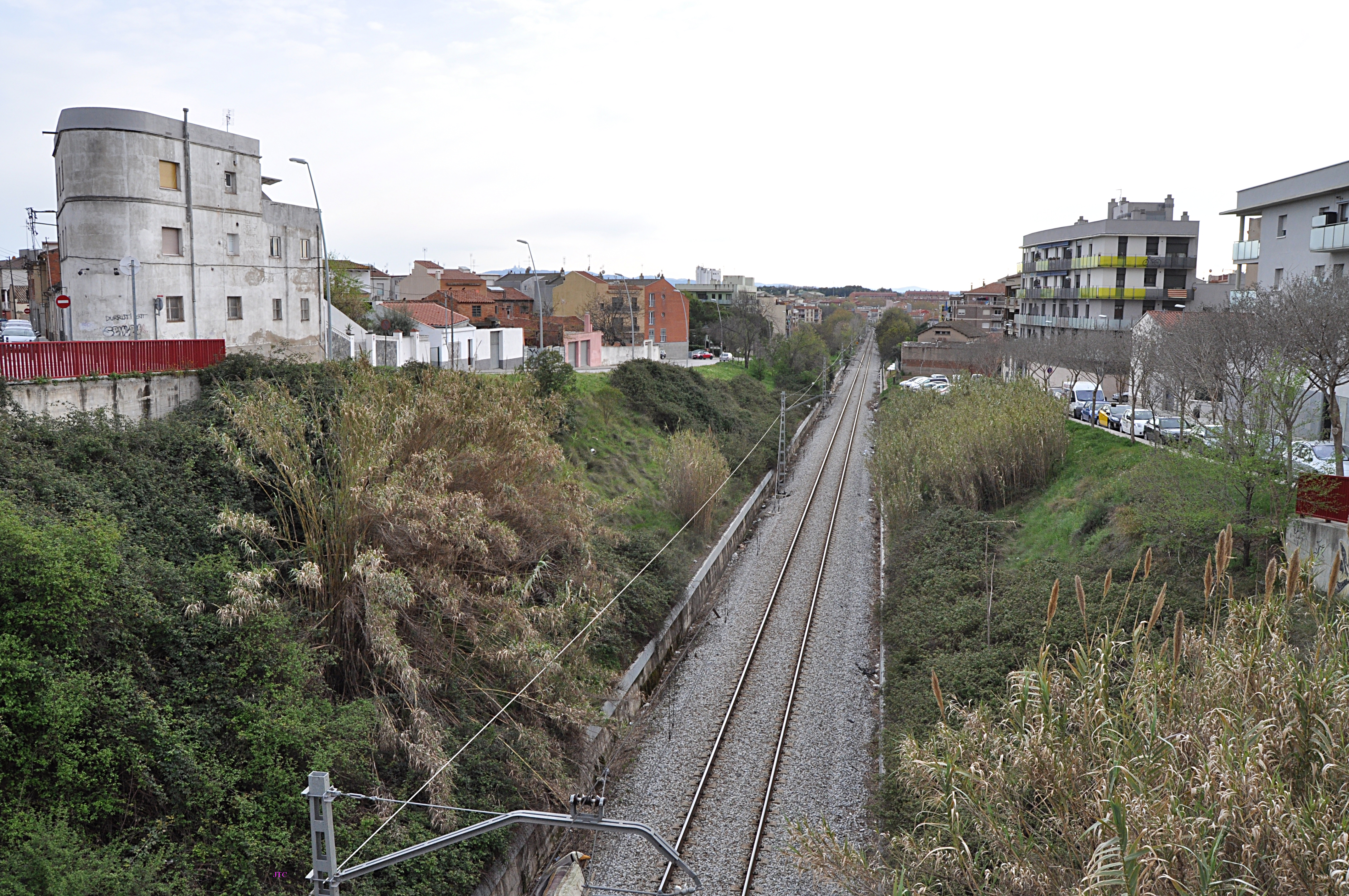
Línia Barcelona-Ripoll a Mollet del Vallès, mirant cap a Mollet - Santa Rosa i Barcelona.

La línia es va començar a projectar el 1844 amb l'objectiu inicial de transportar el carbó que l'empresa El Veterano Cabeza de Hierro extreia a les mines de Sant Martí de Surroca i Ogassa (Ripollès) fins a Barcelona, transportada aleshores per traginers a través del camí ral de Vic i Olot. Es cercava donar una sortida més ràpida dels minerals d'hulla cap al mar i per a l'emergent indústria catalana, ubicada principalment a la zona costanera. Després de descartar diversos projectes com el de transport fins al port de Roses, el 1847 l'empresa explotadora de les mines rep la primera llicència per construir un ferrocarril entre Barcelona i la frontera amb França a través de Sant Joan i Camprodon. Diverses desavinences entre l'empresa explotadora i el propietari de les mines fan que l'empresa traspassi la concessió de construcció d'aquesta línia a Girona Hermanos, Clavé y Cia. (propietat de Manuel Girona i Agrafel), Josep Maria Serra, Manuel de Lerena i Compte y Cia., amb la qual van fundar la companyia Camins de Ferro de Barcelona a Granollers per començar la construcció el 1851 fins a Sant Joan. El 1854 la línia arriba de Barcelona a Granollers Centre però la sortida del consell d'administració de la companyia de Girona Hermanos, Clavé y Cia. amb l'objectiu de concentrar-se en la línia de Barcelona a Lleida va fer que la companyia abandonés l'objectiu de continuar la línia fins a Sant Joan i s'encarés en la continuació de la línia cap a Girona i Portbou.

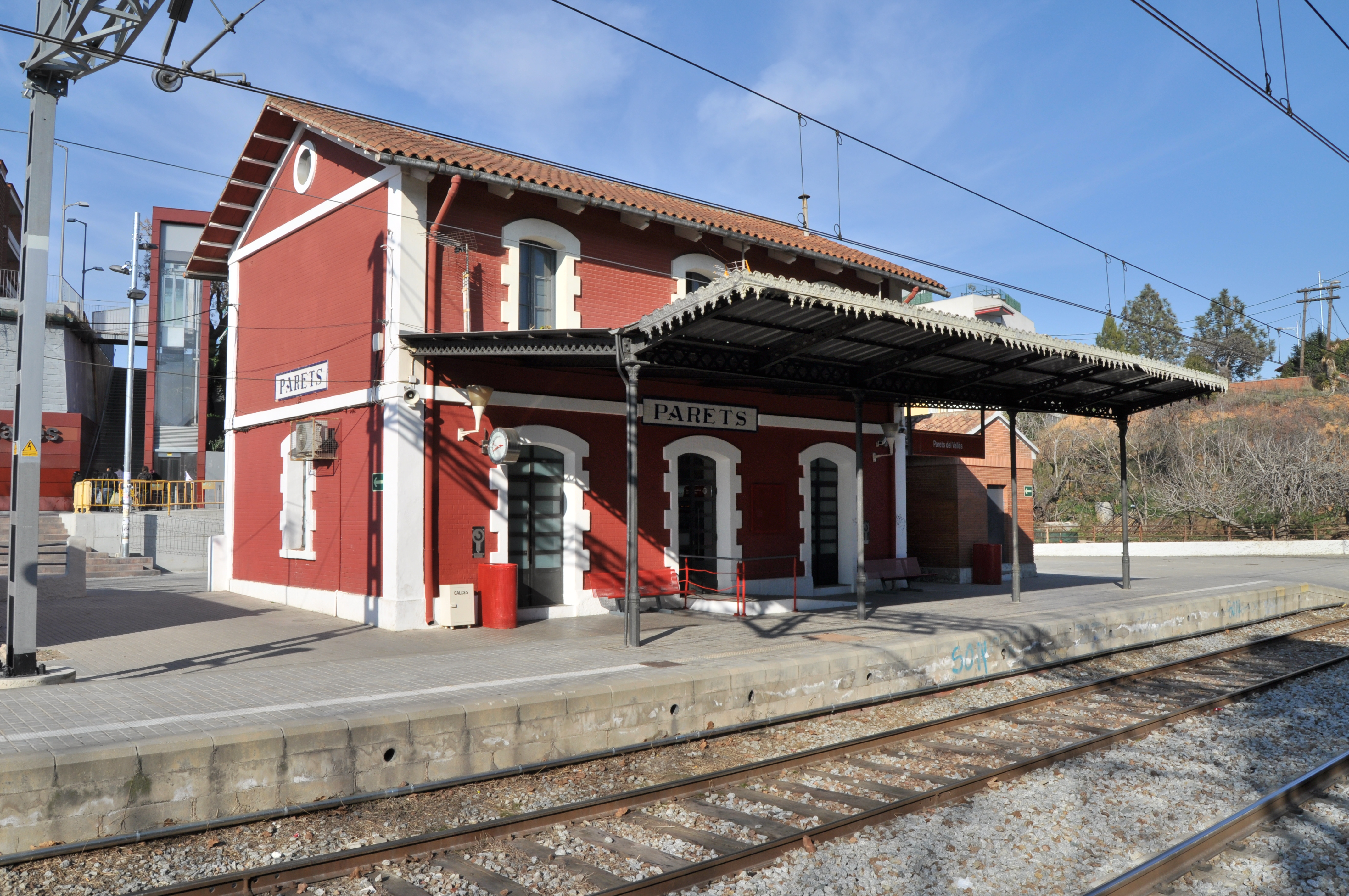
Estació de Parets del Vallès.

Donat l'abandonament del projecte fins a Sant Joan de les Abadesses, l'1 de desembre de 1877 es va atorgar un nou canvi de la concessió per a la construcció i explotació del ferrocarril de Llerona a Sant Joan de les Abadesses a la companyia Ferrocarril i mines de Sant Joan de les Abadesses, creada aquell mateix any. El projecte es va executar de manera que es pogués transportar el carbó en vagonetes des de les mines de carbó d'Ogassa i Surroca fins a l'estació de Torralles a Sant Joan de les Abadesses. Des d'aquesta estació, la línia discorria a través del Ripollès, Osona i el Vallès Oriental fins a connectar amb l'estació de Granollers Centre. D'aquesta manera els trens podien continuar el seu trajecte directament des de Sant Joan de les Abadesses fins a Barcelona, mitjançant el pagament d'un peatge per part de la companyia de Sant Joan a la Companyia dels Ferrocarrils de Tarragona a Barcelona i França (TBF) per l'ús del tram Granollers-Barcelona. Després de diversos treballs de construcció, el tram entre Les Franqueses del Vallès i Vic es va inaugurar el 14 de març de 1876. El 1880 la línia va arribar fins a Sant Joan de les Abadesses.
Per tal d'evitar el pagament del cànon a la TBF, la companyia de Sant Joan de les Abadesses va decidir executar la construcció de la concessió de la línia de Sant Martí de Provençals a Llerona amb un ramal des de l'estació de Les Franqueses del Vallès fins a Barcelona. El tram entre les estacions de Les Franqueses del Vallès i Granollers-Canovelles es va inaugurar el 10 d'abril de 1883 i el 6 de juny del mateix any va ser adjudicada a la companyia, la Societat Catalana General de Crèdit (SCGC), la construcció del traçat entre Granollers-Canovelles i Sant Martí de Provençals. Fou assignat Sant Martí de Provençals (aleshores municipi independent de Barcelona) com a punt de final de la línia, ja que la capital catalana considerava que ja tenia suficients terminals ferroviàries i declinà tenir-ne una altra al seu terme municipal.
El 1886 s'inaugurà el tram entre Granollers-Canovelles fins a Montcada-Bifurcació, amb un enllaç amb la línia de Manresa, propietat aleshores de la companyia Nord. L'any següent la companyia de Sant Joan va fer fallida econòmica i el 31 de desembre de 1887 la línia va ser absorbida per Nord que va passa a explotar les mines i la línia entre Sant Joan de les Abadesses i l'estació del Nord de Barcelona. El 1927, Nord decideix electrificar tota la línia entre Barcelona i Sant Joan després de diverses proves en altres de les seves línies de l'Estat.
El Transpirinenc i el declivi del tram entre Ripoll i Sant Joan
El 1904, un tractat entre França i l'Estat Espanyol va establir la creació dues noves línies transpirinenques catalanes d'ample internacional, una entre Lleida, la Pobla de Segur i Sent Gironç i una altra entre La Tor de Querol i Ripoll. Dins d'aquesta última, l'estació de la capital del Ripollès havia d'esdevenir una estació internacional on confluiria el Transpirinenc amb la línia de Barcelona a Ripoll. En quedar desert el concurs, l'Estat va assumir la construcció d'aquesta nova línia provisionalment amb ample ibèric, tot connectant Ripoll amb Ribes de Freser el 1919 i amb La Molina i Puigcerdà el 1922. El 1928 va establir un decret per convertir el Transpirinenc a ample internacional, que no es va arribar a executar. El 1929 es van finalitzar les obres del Transpirinenc amb la seva electrificació i la inauguració el 21 de juliol del tram de doble via (una d'ample ibèric i l'altra internacional) fins a La Tor de Querol. Aquell mateix any es va signar un conveni amb la companyia Nord per començar a explotar Transpirinenc i que li va permetre a l'empresa integrar les dues línies per a poder fer trajectes entre Barcelona, Puigcerdà i la Tor de Querol.
Passada la Guerra Civil la circulació fins a Sant Joan de les Abadesses es va mantenir fins als anys 70 del segle xx. Durant aquest període es van fer algunes inversions puntuals com el canvi de tensió d'electrificació de 1.500 a 3.000 volts a tota la línia.
Tancament de diferents trams

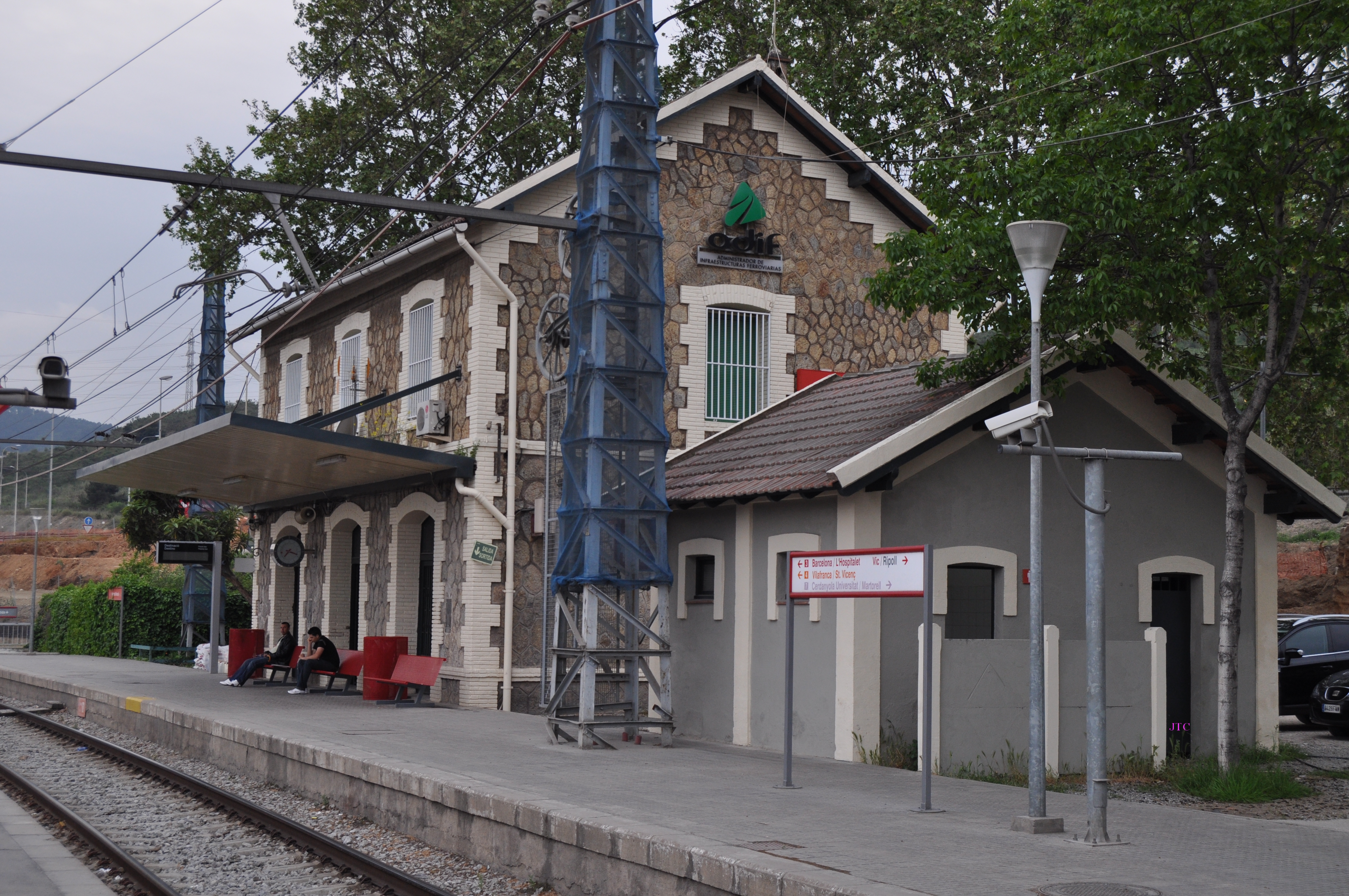
Estació de Montcada Bifurcació.

El 1967 el tancament de les mines d'Ogassa va causar un declivi en el transport de mercaderies de la línia i el 1980, coincidint amb el centenari de la seva estrena, RENFE va anunciar el tancament del tram de 10 quilòmetres entre Ripoll i Sant Joan de les Abadesses per falta de viatgers. Aquest traçat està convertit en l'actualitat en la Ruta del Ferro i del Carbó, un itinerari per fer a peu o en vehicles no motoritzats el tram entre les dues poblacions. L'estació de Sant Joan de les Abadesses i els edificis auxiliars, així com la seva platja de vies acullen en l'actualitat un parc i diferents establiments com un alberg juvenil i un bar.
El 1984, per acomplir els requisits d'ingrés de l'Estat espanyol a la CEE, entre les diferents iniciatives el govern espanyol va establir un contracte-programa amb RENFE per racionalitzar al despesa. Entre les diferents mesures es va establir un pla de sanejament que incloïa el tancament al servei de passatgers de més de 1.800 quilòmetres de línies ferroviàries altament deficitàries entre les quals s'hi establia el tancament de les línies de Barcelona a Sant Joan de les Abadesses i de Ripoll a Puigcerdà. La Generalitat de Catalunya va aconseguir després de diferents negociacions amb el Ministeri de Foment evitar el tancament d'aquesta línia i la de Lleida-La Pobla a canvi d'un compromís d'inversió per part de l'administració autonòmica. Així doncs, l'1 de gener de 1985 només es va fer definitiu el tancament del tram entre Ripoll i Sant Joan de les Abadesses, salvant-ne tots els altres.
La mesura també va afectar el tram de traçat de tres quilòmetres entre l'estació de Les Franqueses del Vallès i l'estació de Granollers Centre, que connectava des de 1876 les línies de Vic i de Girona i que s'havia conservat com a pas alternatiu de trens en moments d'incidències entre Les Franqueses i Barcelona. L'1 de gener de 1985 el tram va deixar de tenir autorització per a servei de passatgers, i només en va mantenir permís per fer circular mercaderies fins al 1991. Tanmateix, a partir de la data la línia va quedar intacta i amb els senyals semafòrics en funcionament i encara va servir per a algun servei puntual. A partir de l'any 2002, amb motiu de la construcció de l'estació de Les Franqueses-Granollers Nord a la línia de Girona es va procedir a supressió i aixecament de les vies, la catenària i els passos a nivell. Des del 2004 el traçat ha anat desapareixent amb la construcció de diferents obres com l'aparcament de l'estació de Bellavista, el carrer Puig i Perucho de Granollers, la carretera C-252 (Ronda Nord de Granollers) o un parc infantil i un passeig per a vianants a Corró d'Avall. Tot i així, encara s'hi conserven alguns elements com un pont de ferro datat de 1930 sobre la riera Carbonell.
Accident ferroviari de 1979
El 1979 va tenir lloc entre les estacions Les Franqueses del Vallès i Granollers-Canovelles un accident ferroviari amb el xoc frontal de dos trens i amb el resultat de 19 morts i centenars de ferits, considerat un dels pitjors accidents ferroviaris ocorreguts a Catalunya.